# 西18丁目車站
西18丁目車站（日语：／ Nishi-jūhatchōme eki */?）是一位於日本北海道札幌市中央區大通西18丁目，隸屬於札幌市交通局的地下鐵車站。西18丁目車站是札幌市營地下鐵東西線的沿線車站之一，車站編號T07。

## 車站構造
對向式月台2面2線的地底車站。閘口因方向而異，各自設有升降機。與地面的升降機設有3部，分別位於1號出口橫、4號出口、6號出口。

### 月台配置
| 月台 | 路線   | 目的地           |
| ---- | ------ | ---------------- |
| 1    | 東西線 | 大通、新札幌方向 |
| 2    | 東西線 | 琴似、宮之澤方向 |

## 相鄰車站
札幌市營地下鐵
 東西線
圓山公園（T06）－西18丁目（T07）－西11丁目（T08）